# 서울 원효로 예수성심성당
서울 원효로 예수성심성당(서울 元曉路예수聖心聖堂)은 대한민국 서울특별시 용산구 원효로에 있는 조선시대의 건축물이다.
1977년 11월 22일 대한민국의 사적 제255호 용산신학교와원효로성당로 지정되었다가, 2012년 6월 20일 문화재의 역사성과 특성을 고려하여 사적 제255호를 해제하고 '서울 원효로 예수성심성당'를 대한민국의 사적 제521호로 재지정되었다.

## 개요
원효로성당은 1902년에 세워졌으며, 프랑스인 코스트 신부가 설계·감독 했다.
원효로성당은 언덕을 이용하여 지었기 때문에, 남쪽 언덕 아래는 3층이고 수녀원쪽은 2층이 된다. 주로 이용하는 출입구가 중앙이 아니라 한쪽으로 치우쳐있어 비대칭의 모습을 이루었다. 건물의 내부는 제단과 예배석만 있는 단순한 교회형식이지만, 뾰족아치로 된 창문이나 지붕위의 작은 뾰족탑은 전체적으로 약식화된 고딕풍의 모습을 이루고 있다.
원효로 성당은 19세기 말의 성당 건축이라는 점에서 매우 중요한 건축사적 의의를 갖는다.

## 같이 보기
- 파리 외방전교회
- 서울 용산신학교 - 사적 제520호
- 용산신학교와 원효로성당

## 참고 자료
- 서울 원효로 예수성심성당 - 국가유산청 국가유산포털